# Heining-lès-Bouzonville
Heining-lès-Bouzonville [ɛnɛ̃ lɛ buzɔ̃vil] est une commune française située dans le département de la Moselle et le bassin de vie de la Moselle-Est, en région Grand Est. L'ancienne commune de Schreckling est réunie à Leyding en 1810, Leyding et Lognon à Heining en 1830, qui devient Heining-lès-Bouzonville en 1947.

## Géographie

### Communes limitrophes
| Guerstling  |                          | Vaudrevange (Allemagne) |
| Bouzonville | Heining-lès-Bouzonville  |                         |
|             | Vœlfling-lès-Bouzonville | Villing                 |

### Hydrographie
La commune est située dans le bassin versant du Rhin au sein du bassin Rhin-Meuse. Elle est drainée par le ruisseau le Trinckbach et le ruisseau l'Ihnerbach.

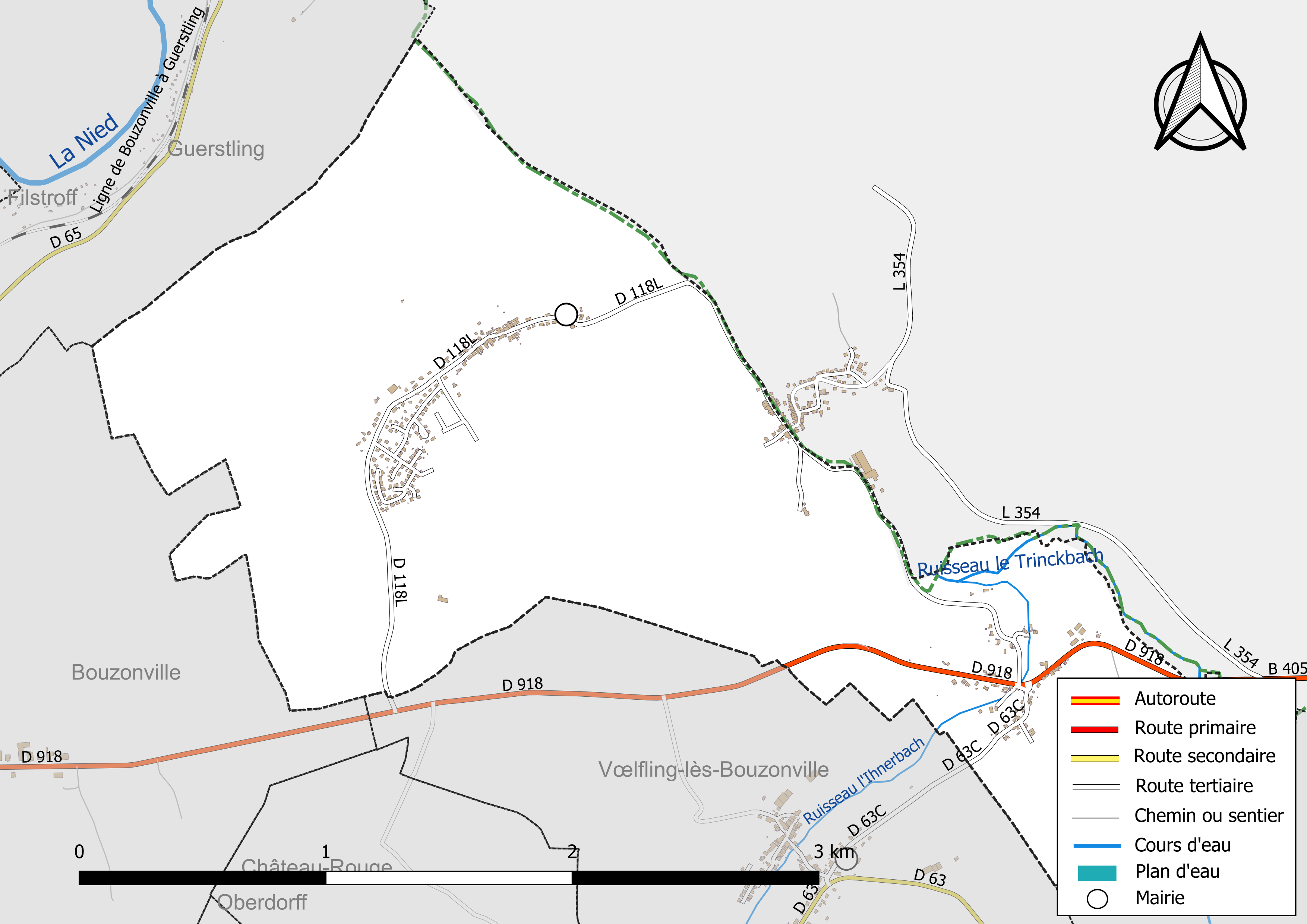
Réseaux hydrographique et routier d'Heining-lès-Bouzonville.

## Urbanisme

### Typologie
Au 1er janvier 2024, Heining-lès-Bouzonville est catégorisée commune rurale à habitat dispersé, selon la nouvelle grille communale de densité à sept niveaux définie par l'Insee en 2022.
Elle est située hors unité urbaine et hors attraction des villes,.

### Occupation des sols
L'occupation des sols de la commune, telle qu'elle ressort de la base de données européenne d’occupation biophysique des sols Corine Land Cover (CLC), est marquée par l'importance des territoires agricoles (74,4 % en 2018), en diminution par rapport à 1990 (80,8 %). La répartition détaillée en 2018 est la suivante : 
terres arables (66,7 %), forêts (19,2 %), prairies (7,7 %), zones urbanisées (6,4 %). L'évolution de l’occupation des sols de la commune et de ses infrastructures peut être observée sur les différentes représentations cartographiques du territoire : la carte de Cassini (XVIIIe siècle), la carte d'état-major (1820-1866) et les cartes ou photos aériennes de l'IGN pour la période actuelle (1950 à aujourd'hui).

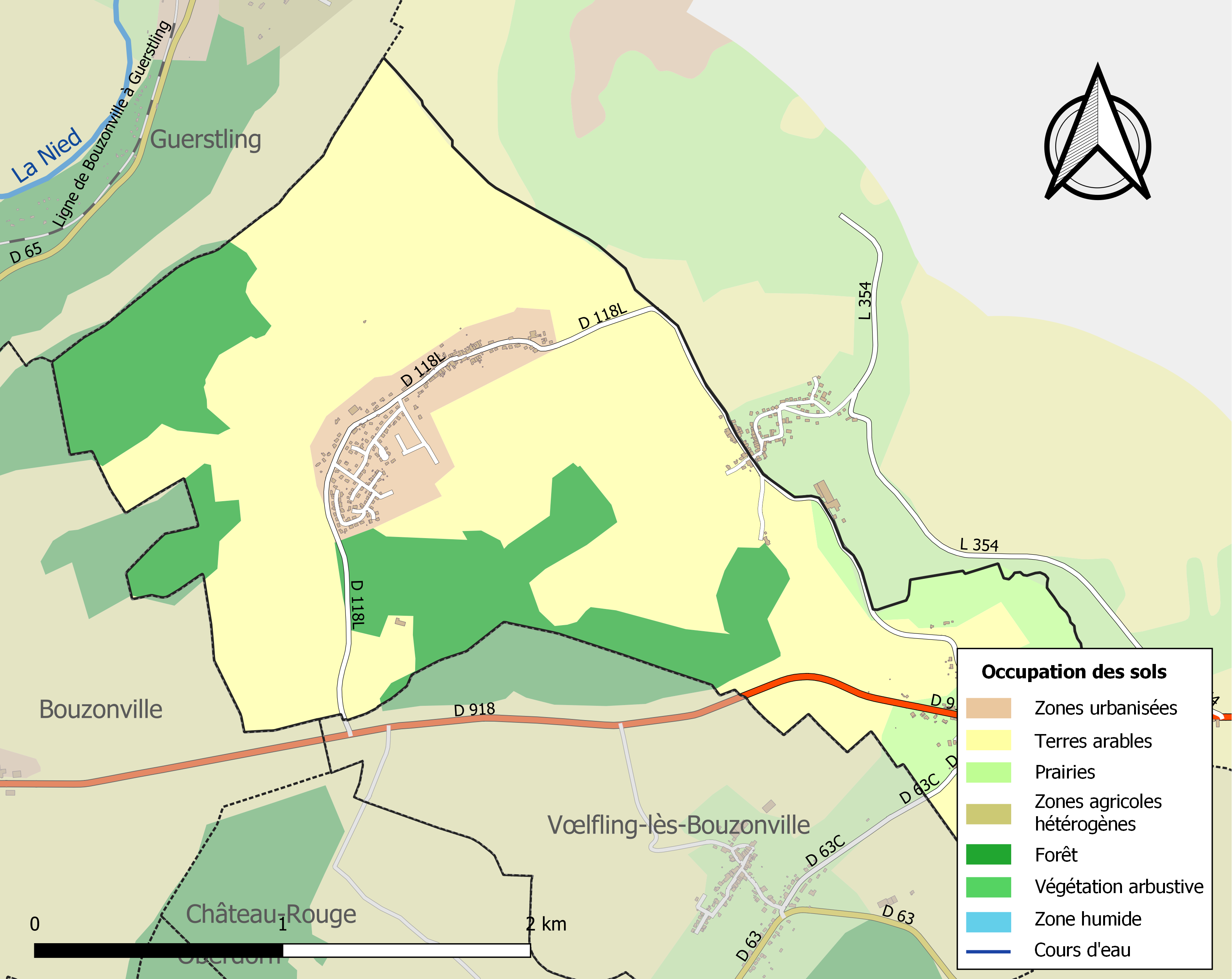
Carte des infrastructures et de l'occupation des sols de la commune en 2018 (CLC).

## Toponymie
- Heining : Hunninga et Hunniga (Xe siècle), Hunningen (1220), Hueningen (XVe siècle), Huningen (1594), Hining (XVIIIe siècle), Heining (1756), Henning (1779), Heining (1793), Heiningen (1871-1918), Heining-lès-Bouzonville (1947). En allemand : Heiningen bei Busendorf.
- Leiding : Leudinga (969), Leyding (1793 & 1801).
- Lognon : En allemand : Ihn[6].

## Histoire
Le site a été habité depuis la nuit des temps puisqu’on a trouvé sur le ban communal beaucoup d’outils préhistoriques (paléolithique) ou gallo-romains et que deux tumulis ont été localisés.
Heining fut donné par Judith de Lorraine à l’abbaye Saint-Maximin de Trèves ; mais dès 1234, l’abbaye Sainte-Croix de Bouzonville en fit l’acquisition et s’implanta durablement sous la haute justice de la châtellenie lorraine de Berus, ce qui ne manqua pas de provoquer des heurts de compétence entre Bouzonville et Berus.
Heining, malgré les décisions épiscopales, refusa toujours d’être annexée à Guerstling pour des raisons de proximité et aussi d’intérêts financiers puisque les 3/10 de l’église de Leidingen lui appartenaient.
La commune de Heining doit une grande partie de son histoire récente à sa position frontalière depuis 1815 : avec les hameaux de Schreckling et Leiding (partie française), Heining faisait toujours partie de la paroisse de Leiding, traversé par la frontière de 1815, jusqu’en 1936, où le gouvernement créa une nouvelle paroisse française.
Ce ne fut qu’en 1937 que Heining fut érigée en paroisse autonome. La chapelle a été construite en 1946. L’imbrication paroissiale avait occasionné la possession par Leidingen et Ihn de forêts et de terres sur le territoire de Heining. Les tensions de la période de l’entre deux guerres se traduisit sur le plan local pour définir les droits des Allemands en France tant pour l’exploitation que pour les droits de chasse. C’est cette période de frictions internationales qui obligea les Français à construire, à Leiding, en 1938, une église pour la commune de Heining. L’État et le département prirent en charge le plus gros de la dépense de l’église et du presbytère ; une cloche fut même offerte par le gouvernement Daladier.
Le village de Schreckling se trouve aux confins du ban communal ce qui encouragea ses habitants à se rapprocher de Vœlfling pour l’école et de Château-Rouge ou Villing pour le service paroissial. La chapelle Saint-Vincent a été érigée en 1732 par les meuniers du lieu comme en fait foi l’inscription figurant sur le linteau de la porte d’entrée. La légende locale voudrait que Stanislas Leczinski aurait participé au financement de la chapelle. Le calvaire en face de l’entrée est probablement un calvaire d’épidémie mais il est plus probable qu’il ait été de la même origine que la chapelle si on en croit les quelques mots déchiffrables sur le socle.

### Histoire de Lognon
En 1789, le village de Lognon appartenait au royaume de France.
En 1801, il faisait partie de l'arrondissement de Thionville et du canton de Bouzonville.
À la suite du traité de Paris en 1815, Lognon a été cédé à la Prusse. Depuis lors, ce village a été baptisé Ihn. Commune indépendante jusqu’en décembre 1973, Ihn est désormais un quartier de Vaudrevange.
Cependant, une portion du territoire d’Ihn (ou Lognon) a été rendue à la France par la convention de délimitation conclue le 23 octobre 1829. C'est cette zone qui fait partie aujourd'hui d'Heining-lès-Bouzonville,.

## Politique et administration

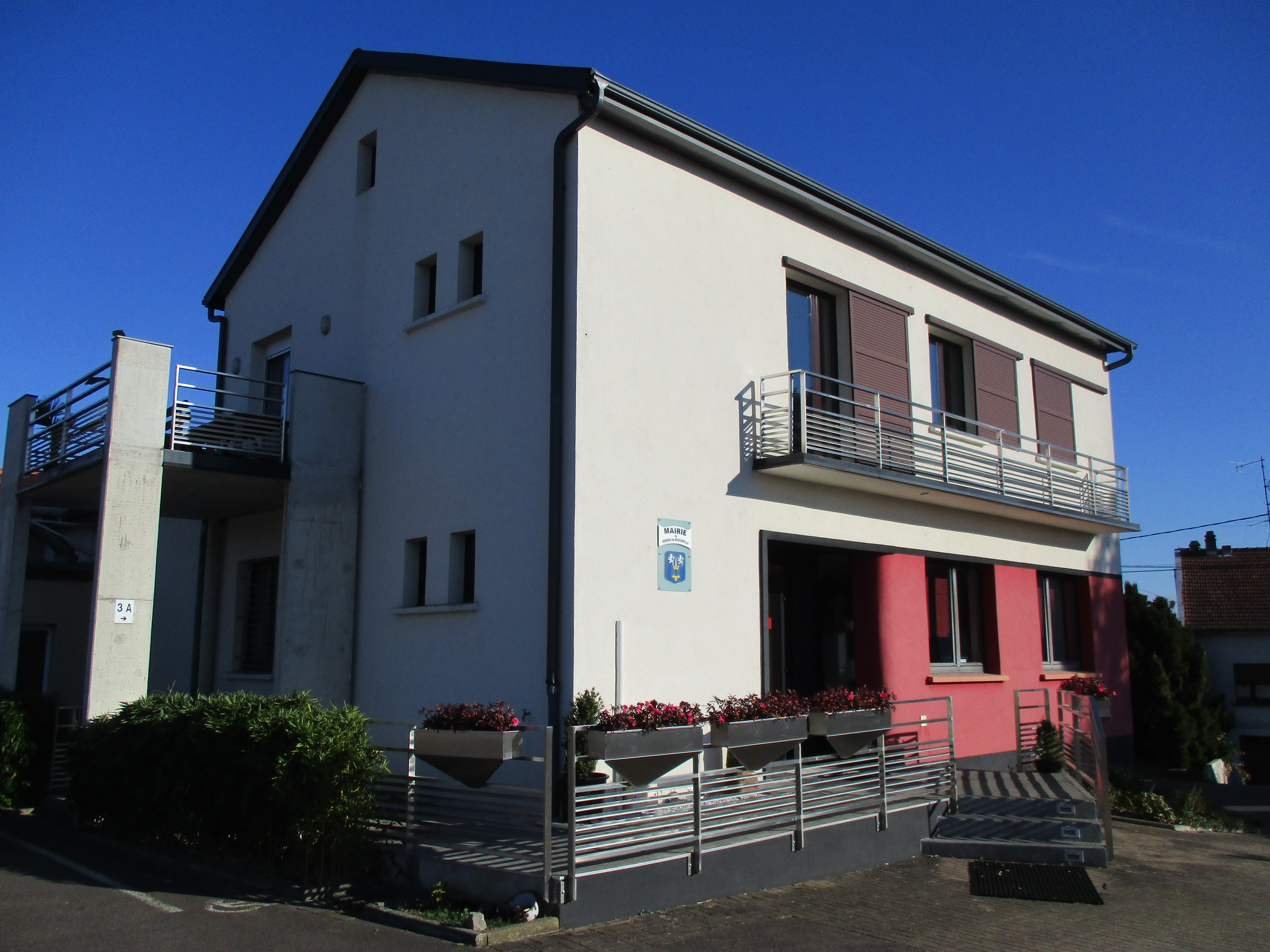
Mairie de Heining-lès-Bouzonville.

| Période                                  | Période   | Identité          | Étiquette | Qualité |
| ---------------------------------------- | --------- | ----------------- | --------- | ------- |
| Les données manquantes sont à compléter. |           |                   |           |         |
| mars 1989                                | mars 2008 | Paul Théobald     |           |         |
| mars 2008                                | juin 2020 | Barthélémy Lemal  |           |         |
| juin 2020                                | En cours  | Astrid Lemarchand |           |         |

## Démographie
L'évolution du nombre d'habitants est connue à travers les recensements de la population effectués dans la commune depuis 1800. Pour les communes de moins de 10 000 habitants, une enquête de recensement portant sur toute la population est réalisée tous les cinq ans, les populations de référence des années intermédiaires étant quant à elles estimées par interpolation ou extrapolation. Pour la commune, le premier recensement exhaustif entrant dans le cadre du nouveau dispositif a été réalisé en 2007.

En 2022, la commune comptait 485 habitants, en évolution de −0,61 % par rapport à 2016 (Moselle : +0,52 %, France hors Mayotte : +2,11 %).
| 1800 | 1806 | 1836 | 1841 | 1861 | 1866 | 1871 | 1875 | 1880 |
| ---- | ---- | ---- | ---- | ---- | ---- | ---- | ---- | ---- |
| 111  | 116  | 283  | 374  | 374  | 368  | 319  | 294  | 297  |

| 1885 | 1890 | 1895 | 1900 | 1905 | 1910 | 1921 | 1926 | 1931 |
| ---- | ---- | ---- | ---- | ---- | ---- | ---- | ---- | ---- |
| 311  | 299  | 284  | 269  | 258  | 271  | 231  | 224  | 247  |

| 1936 | 1946 | 1954 | 1962 | 1968 | 1975 | 1982 | 1990 | 1999 |
| ---- | ---- | ---- | ---- | ---- | ---- | ---- | ---- | ---- |
| 262  | 234  | 224  | 265  | 263  | 311  | 453  | 522  | 496  |

| 2006 | 2007 | 2012 | 2017 | 2022 | - | - | - | - |
| ---- | ---- | ---- | ---- | ---- | - | - | - | - |
| 479  | 476  | 514  | 477  | 485  | - | - | - | - |

## Culture locale et patrimoine

### Lieux et monuments

#### Édifices civils
- Vestiges gallo-romains : poteries, monnaies.

#### Édifices religieux
- Église Sainte-Jeanne d'Arc de Leiding 1936-1939, sur la frontière sarroise, bâtie par le gouvernement, à la suite de la fermeture de la frontière de la Sarre. En 2016, la Fondation du patrimoine y participe au financement de la réalisation de six vitraux[14].
- Chapelle à Heining-lès-Bouzonville.
- Chapelle Saint-Vincent à Schreckling XVIIIe siècle.

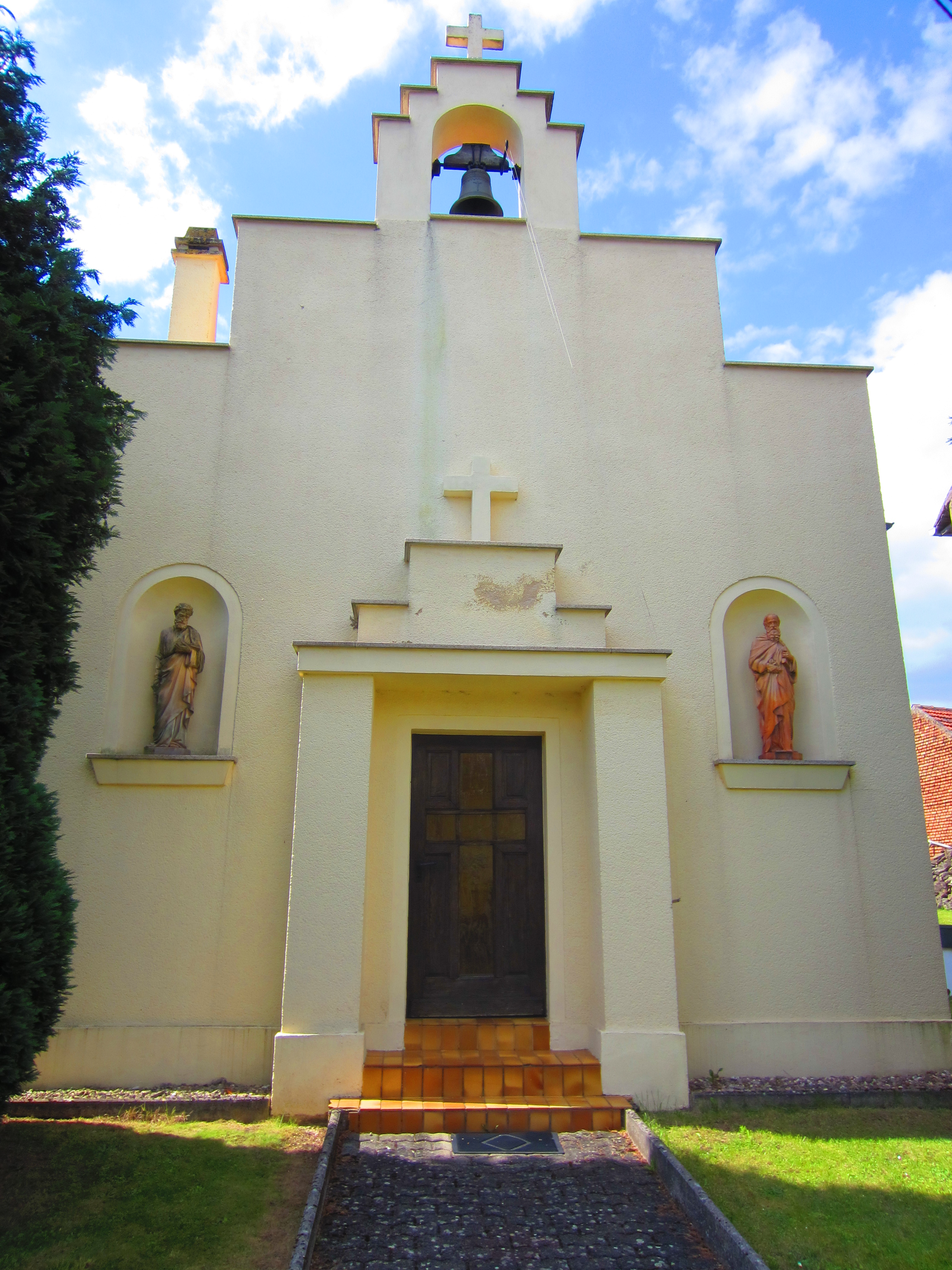
Chapelle à Heining-lès-Bouzonville.
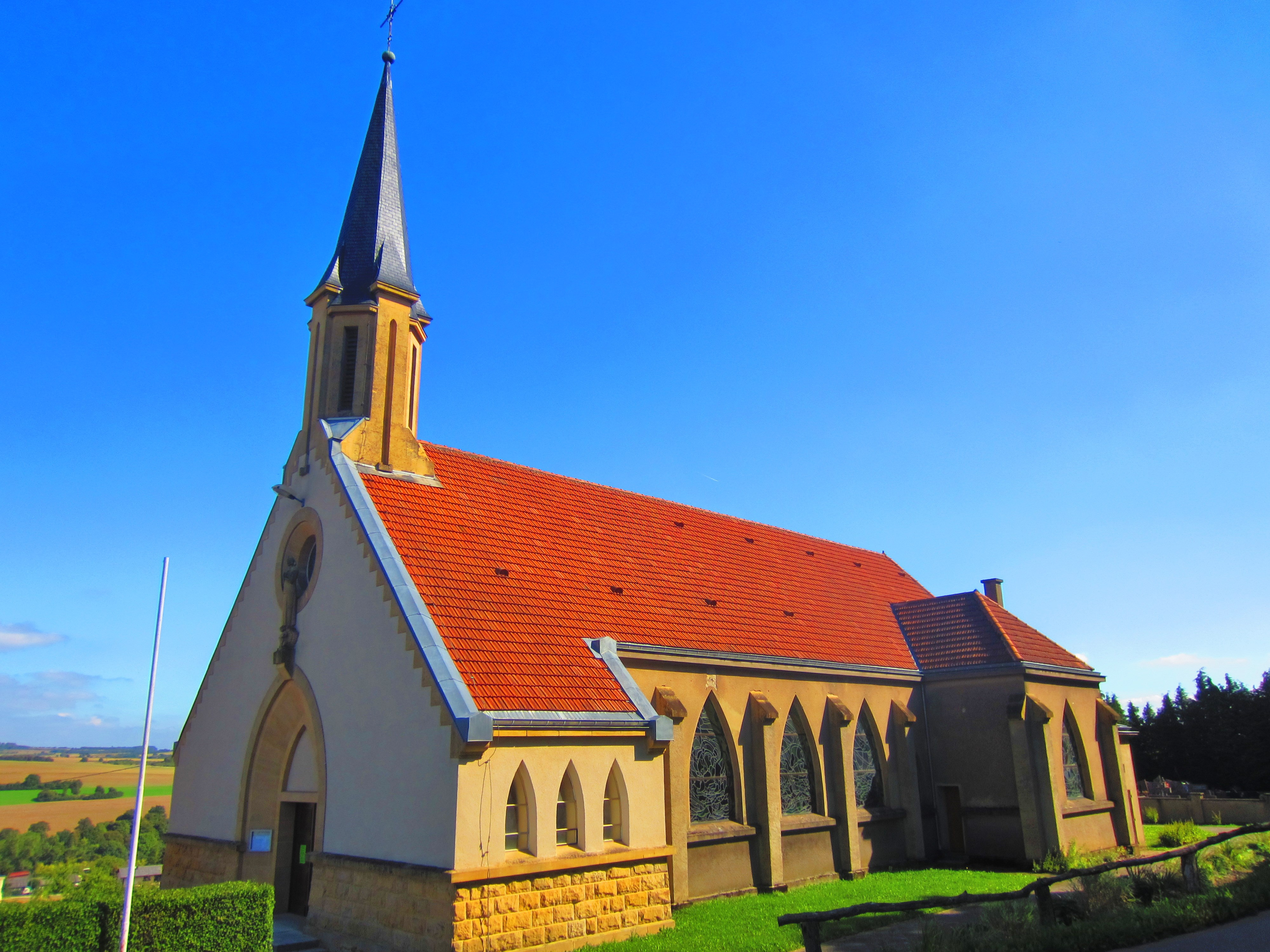
Église Sainte-Jeanne-d'Arc de Leiding
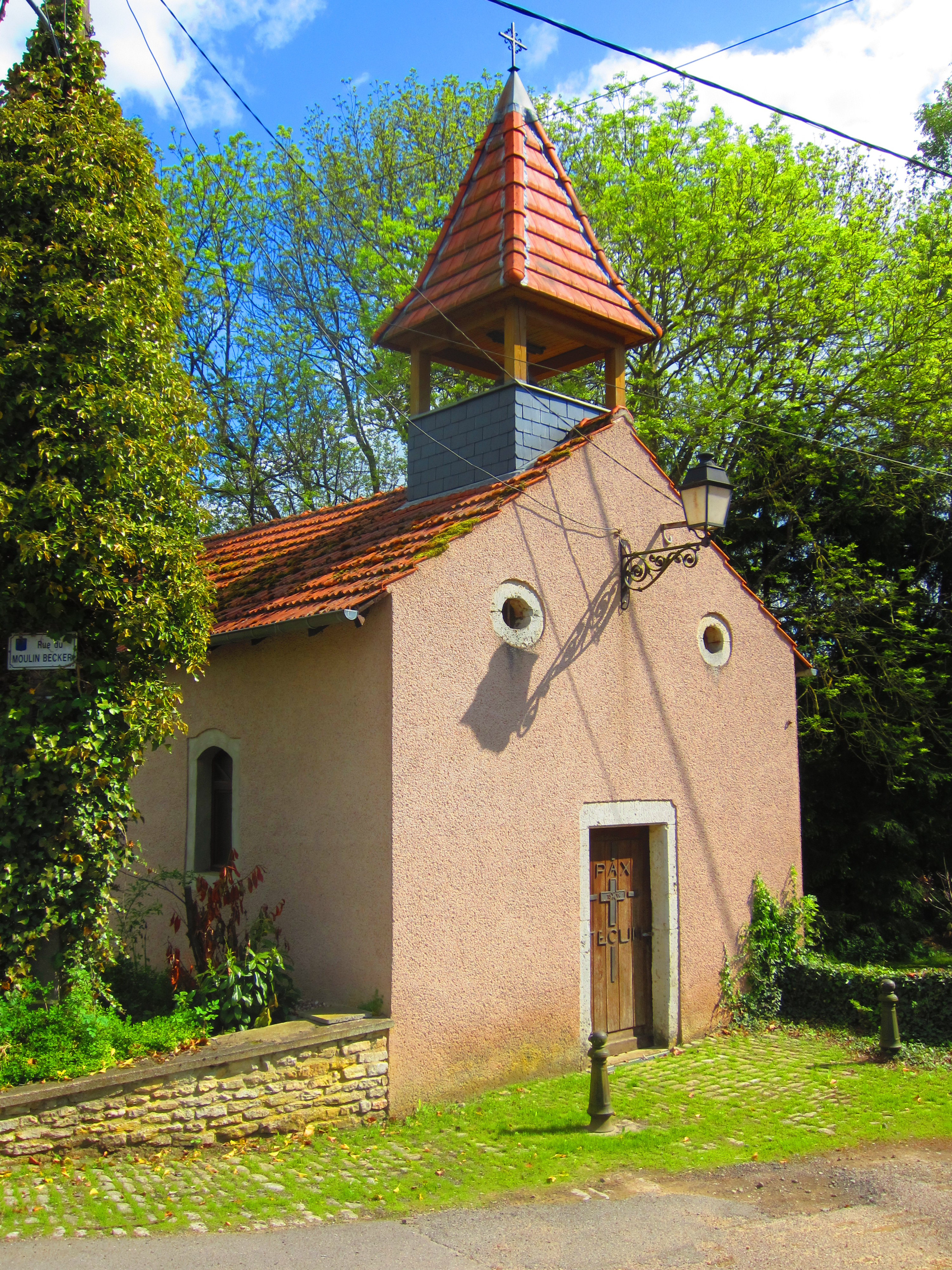
Chapelle Saint-Vincent à Schreckling.

### Héraldique
| Blason de Heining-lès-Bouzonville | Blason  | D'azur à l'épée d'argent, garnie d'or, enfilée dans une couronne du même, accostée en chef de deux lions couronnés d'argent.                       |
| Blason de Heining-lès-Bouzonville | Détails | Les armoiries communales sont les armes de Jeanne d’Arc, patronne de l’église construite en 1938. Le statut officiel du blason reste à déterminer. |

## Pour approfondir